# Lake Winnebago
Lake Winnebago é uma cidade localizada no estado americano de Missouri, no Condado de Cass.

## Demografia
Segundo o censo americano de 2000, a sua população era de 902 habitantes.
Em 2006, foi estimada uma população de 1102, um aumento de 200 (22.2%).

## Geografia
De acordo com o United States Census Bureau tem uma área de
6,0 km², dos quais 4,9 km² cobertos por terra e 1,1 km² cobertos por água.

## Localidades na vizinhança
O diagrama seguinte representa as localidades num raio de 12 km ao redor de Lake Winnebago.